# Cristoforo della Rovere
Cristoforo della Rovere (Vinovo, 13 giugno 1434 – Roma, 1º febbraio 1478) è stato un cardinale e arcivescovo cattolico italiano.
Era figlio del conte Giovanni di Vinovo e di Anna del Pozzo e fratello maggiore del cardinale Domenico della Rovere, che di fatto gli succedette nell'investitura cardinalizia.

## Biografia
Studiò diritto a Bologna. Fu nominato a Roma castellano di Castel Sant'Angelo, quindi nel 1472 fu nominato arcivescovo di Tarantasia e nel concistoro del 10 dicembre 1477 fu nominato da papa Sisto IV cardinale presbitero, ricevendo pochi giorni dopo il titolo di San Vitale. Già ammalato, morì meno di due mesi dopo.
Fu sepolto nella cappella di San Girolamo della basilica di Santa Maria del Popolo in Roma.